# يوهان ديتريتش ورنر
ولد في 18 يوليو 1954 في كاسل، وهو مهندس مدني ألماني، أستاذ جامعي ورئيس سابق لتيشنيسش ونيفرزيتات دارمستادت، شغل منصب رئيس المجلس التنفيذي لمركز الطيران والفضاء الألماني من 1 مارس 2007 إلى 30 يونيو 2015 وفي 1 يوليو 2015 تولى منصب المدير العام لوكالة الفضاء الأوروبية.

## أعماله العامة والأكاديمية
درس ورنر الهندسة المدنية في جامعة تيشنيسش ونيفرزيتات برلين، وفي
تيشنيسش هوكشول دارمستادت، التي تسمى الآن تيشنيسش ونيفرزيتات
دارمستادت، وقد زار اليابان في عام 1982 كجزء من بحث حول موضوع السلامة من الزلازل.
في عام 1985، حصل على الدكتوراه في تفاعلات بناء المكونات أثناء الزلازل، حتى عام 1990، عمل ورنر في مكتب كونيغ أوند هيونيش للهندسة في فرانكفورت، وفي العام نفسه، تم تعيينه أستاذا للبناء الصلب ورئيس معهد الاختبارات والبحوث في تي أتش دارمشتات، أسس مكتبه الهندسي الخاص «ورنر وند بارتنر» في عام 1994، ومن 1992 إلى 1994 شغل ورنر عميد قسم الهندسة المدنية بالجامعة، وابتداء من عام 1993، شغل أيضا منصب المدير الفني في معهد غيلسنكيرشن للبناء الزجاجي، تم تعيين ورنر مهندس اختبار للتحليل الهيكلي والبناء الصلب في عام 1994 وأستاذ الهندسة الإنشائية في عام 1995.
في 28 يونيو 1995، انتخب رئيسا للجمعية الذي كانت تسمى تي اتش دارمشتات، وقيادة الجامعة من 24 يوليو 1995 إلى 28 فبراير 2007، وانتخب نائبا للمتحدثين عن الجامعات في مؤتمر رؤساء الجامعات الألمانية في عام 2002.
وفي عام 2003، أصبح رئيسا للفريق العامل المعني بالجامعات التقنية والمعاهد التكنولوجية، في عام 2003 التحق بمجموعة عمل التصنيف في مجلس العلوم، وتولى رئاسة التحليل البنيوي للبنى الفوقية في قسم العمارة بالجامعة كبديل مؤقت، وفي عام 2004، انضم إلى مجموعة عمل الجامعات التابعة لمجلس العلوم.
في فبراير 2011، عينته حكومة ولاية بادن-فورتمبيرغ عمله كوساطة لمشروع البنية التحتية للسكك الحديدية المثير للجدل شتوتغارت 21، بعد أن كان قد توسط بالفعل في محادثات تتعلق ببناء المطارات في فرانكفورت.
في 18 ديسمبر 2014، أعلنت وكالة الفضاء الأوروبية أن ورنر سوف يتولى منصب المدير العام لمدة أربع سنوات بتاريخ في 1 يوليو 2015،  في 19 أكتوبر 2016 ادعى ورنر أن محاولة الهبوط من ششياباريلي كان ناجحا على الرغم من فشل البعثة دقيقة واحدة قبل محاولة الهبوط ، لم يكن فقط المظلة صدر في وقت مبكر فحسب، ولكن علاوة على ذلك أطلقت ريتروكيتس لمدة ثلاث ثواني فقط بدلا من ثلاثين ثانية كما هو مطلوب، وتحطم المجسم في السطح في سرعة 300 كم في الساعة، مما ادى إلى تأثير واسع بنطاق 40 متر

## روابط خارجية
- يوهان ديتريتش ورنر على موقع IMDb (الإنجليزية)
- يوهان ديتريتش ورنر على موقع مونزينجر (الألمانية)
- يوهان ديتريتش ورنر على موقع قاعدة بيانات الفيلم (الإنجليزية)

- Wörner's ESA blog
- Wörner's DLR blog
- نصوص عن يوهان ديتريتش ورنر في فهرس مكتبة ألمانيا الوطنية
- Biography of Johann-Dietrich Wörner (ESA) (English)
- Biography of Johann-Dietrich Wörner (DLR) (German)
- Biography of Johann-Dietrich Wörner (TUD) (German)